# 안동 임하동 오층석탑
안동 임하동 오층석탑(安東 臨下洞 五層石塔)은 경상북도 안동시 임하면 임하리에 있는 오층석탑이다. 1984년 12월 29일 경상북도의 유형문화재 제180호로 지정되었다.

## 개요
2층 기단(基壇) 위에 5층의 탑신(塔身)을 올린 5층 석탑으로, 기단부가 완전히 땅 속에 파묻힌 채, 탑 전체가 서쪽으로 기울어져 있던 것을 최근에 복원하여 세운 것이다.
위층 기단과 탑신부의 각 층 몸돌에는 기둥모양을 조각하였고, 특히 탑신의 1층 몸돌에는 문모양을 새겨두었다. 두툼한 지붕돌은 밑면에 4단의 받침을 두었다.
전체적으로 안정감이 있는 통일신라의 석탑과는 달리 탑신의 몸돌이 단조롭고 불안정하게 줄어들었으며, 지붕돌이 두툼해지고 받침이 4단으로 줄어드는 등 고려시대 석탑의 특징을 보이고 있다.
탑 앞에는 파괴되어 원형을 알아보기 힘든 석불 1기가 놓여 있다.

## 참고 자료
- 안동임하동오층석탑 - 국가유산청 국가유산포털